# Antonio Bicchierai

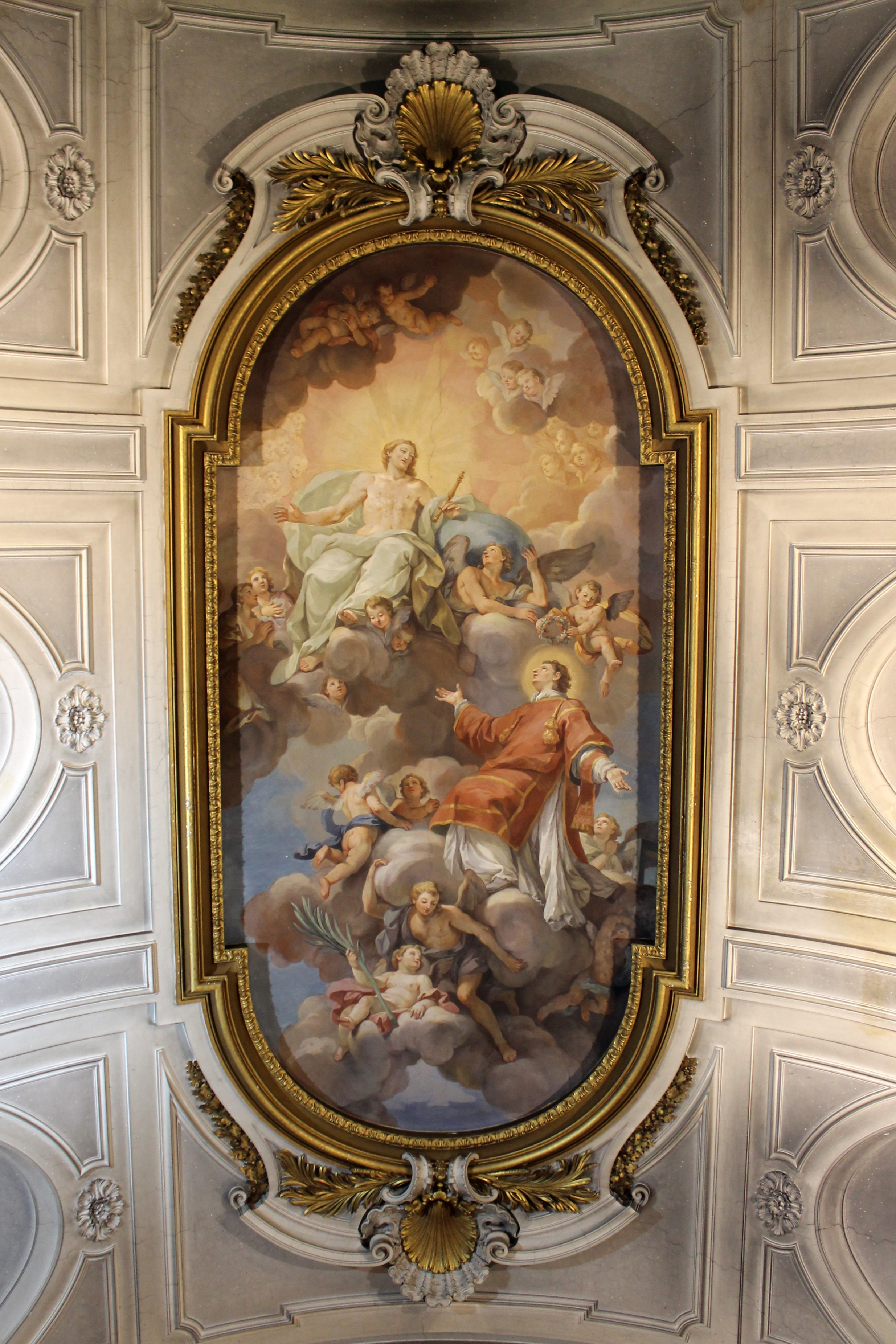
Antonio Bicchierai, Gloria di San Lorenzo

Antonio Bicchierai (Roma, 1688 – Roma, 1766) è stato un pittore italiano.

## Biografia
Pittore di scuola romana tardo-barocca, Antonio Bicchierai ha lasciato dipinti, affreschi soprattutto, in molte chiese e palazzi, a Roma.
A palazzo della Consulta la prima decorazione, opera di Antonio Bicchierai e di Domenico Piastrini, è quasi completamente perduta, salvo alcune figure allegoriche, nelle volte delle sale degli appartamenti dei Cardinali, tra cui la Magnificenza, nella volta del "Salotto Verde".
Al Caffè Nuovo, storico caffè di Roma, aperto a Palazzo Ruspoli (ex Gaetani), è andata perduta la prima decorazione ad affresco, di gusto arcadico, commissionata da Francesco Maria Ruspoli nel 1715 a Pietro Paolo Cennini, ad Antonio Bicchierai, ad Antonio Amorosi e ad altri pittori.
Nella chiesa di San Lorenzo in Panisperna Bicchierai ha affrescato nella volta la Gloria di San Lorenzo e ha dipinto un Arcangelo Gabriele sulla parete a sinistra dell'altare maggiore. Nella chiesa di San Bonaventura al Palatino alcune edicole delle sacre Stazioni della Via Dolorosa sono state dipinte da Antonio Bicchierai. Nella chiesa dei Santi Claudio e Andrea dei Borgognoni ha dipinto ad affresco la figura del Padre Eterno benedicente. Nella basilica di Santa Maria degli Angeli e dei Martiri la volta a crociera della Cappella del Beato Niccolò Albergati è stata ornata da Antonio Bicchierai e da Giovanni Mezzetti, con lo Spirito Santo in una gloria di Cherubini. Nella Cappella di San Bruno, quattro Dottori della Chiesa - San Gregorio, San Girolamo, Sant'Ambrogio, Sant'Agostino - sono di Antonio Bicchierai e di Giovanni Mezzetti.
Nella chiesa di San Marcello al Corso Bicchierai ha dipinto sulla volta una Presentazione al Tempio e collaborato alla decorazione della Cappella delle Vergine dei Sette Dolori. Ha lasciato dipinti anche nelle chiese di Santa Prassede - San Pietro e San Paolo (1730) - e di San Bonaventura al Palatino. Una edicola sacra con la Madonna col Figlio, a piazza dell'Orologio, è stata da lui realizzata nel 1756, in collaborazione con Tommaso Righi. A Palazzo Borghese è stato uno dei pittori che hanno realizzato un nuovo ciclo decorativo, fra il 1740 e il 1749, in occasione del matrimonio fra Camillo Borghese e Anna Colonna.